# サンティアゴ・カニサレス
ホセ・サンティアゴ・カニサレス・ルイス（José Santiago Cañizares Ruiz, 1969年12月18日 - ）は、スペイン・カスティーリャ＝ラ・マンチャ州シウダー・レアル県プエルトリャノ出身の元サッカー選手。現役時代のポジションはゴールキーパー。

## クラブ経歴

### レアル・マドリード
1988年にレアル・マドリードの下部組織レアル・マドリードCに入団。翌1989年にセカンドチームのレアル・マドリード・カスティージャからデビューした。しかし、フランシスコ・ブーヨが正GKを務めるトップチームでは出場機会に恵まれず、セグンダ・ディビシオン（2部）のエルチェCFとCPメリダを転々とし、1992年に移籍したセルタ・デ・ビーゴでようやくプリメーラ・ディビシオン（1部）デビューを飾った。デビューシーズンの1992-93シーズンにいきなりサモラ賞（リーグ最少失点）を獲得し、在籍した2シーズンではリーグ戦2試合しか欠場しなかった。
1994年にマドリードに復帰したが、元ドイツ代表ボド・イルクナーの存在が大きく正GKの座は確保できなかった。マドリードでの最終シーズンとなった1997-98シーズンはリーグ戦26試合に出場したが、チャンピオンズリーグ決勝のユヴェントス戦ではイルクナーにスタメンを譲り歓喜の瞬間に立ち会えなかった。

### バレンシアCF
1998年、引退したアンドニ・スビサレッタの後継者を探していたバレンシアCFに移籍した。初年度の1998-99シーズンはコパ・デル・レイで優勝。1999年のスーペルコパ・デ・エスパーニャではFCバルセロナを破ってタイトルを獲得した。1999-2000シーズンと2000-01シーズンには2シーズン連続でチャンピオンズリーグ決勝に上り詰めたがいずれも準優勝に終わった。2001-02シーズンと2003-04シーズンにはリーグ優勝を果たし、2003-04シーズンにはUEFAカップ優勝、2004年にはUEFAスーパーカップ優勝など、バレンシアの数多くのタイトル獲得に貢献した。また2000-01シーズン・2001-02シーズン・2003-04シーズンの3回サモラ賞を獲得した。
しかし、2004-05シーズンはチームの不調に引きずられるように低調な出来に終始。スタメンの座を失うこともあった。しかし、2005年夏に就任したキケ・サンチェス・フローレス監督のもとで復活した。
2007年に入ると新たに加入したティモ・ヒルデブラントが起用されることが多く、ベンチを温める試合が増えていた。10月31日にキケ監督は解任され、11月2日新たに就任したロナルド・クーマン監督はカニサレスの他にダビド・アルベルダ、ミゲル・アンヘル・アングロに戦力外を言い渡した。3人は練習の参加を制限され、さらにカニサレスはすでにリーグ戦で4試合に出場していたために冬の移籍期間に他クラブに移籍することもできなかった。案の定、クーマン就任以降は年を跨いで9試合勝利無しなど低迷を続け、一時は2部降格もちらつく程だった。
2008年4月21日にクーマンは解任。ボロ新監督は3人を招集メンバーに復帰させた。ヒルデブラントとフアン・ルイス・モラが負傷していたため、4月27日のCAオサスナ戦で復帰し、3-0で勝利を飾った。5月18日のアトレティコ・マドリード戦（3-1）が現役最後の試合となった。
シーズン終了後のクラブとの契約満了とともに引退を発表し、20年近くに渡った現役生活に終止符を打った。バレンシアでは公式戦400試合以上に出場した。
現役引退後は、ラリー競技のドライバーに転身、スペイン国内の大会に参加した。ラリーからも引退した後は、評論家としてメディアに出演しつつ、私生活では農場を運営している。

## 代表経歴
1986年にはUEFA U-16欧州選手権で優勝した。1992年には母国で開催されたバルセロナオリンピックで金メダルを獲得した。
1993年のセルタ在籍中にスペイン代表に初招集され、11月17日の1994 FIFAワールドカップ・ヨーロッパ予選・デンマーク戦（1-0）でデビューした。
1994 FIFAワールドカップには第2GKの立場で臨み、正GKのアンドニ・スビサレッタが出場停止だった1試合に出場した。UEFA EURO '96と1998 FIFAワールドカップにも参加したが出場機会がなかったが、スビサレッタが引退したUEFA EURO 2000では主要大会において自己最多の3試合に出場した。
2002 FIFAワールドカップも正GKとして臨むはずだったが、大会直前にアフターシェーブローションの瓶を足に落として負傷し、出場を逃した。この大会で出番を得たマドリードの後輩イケル・カシージャスがそれ以降不動の正GKとして君臨することとなり、UEFA EURO 2004では出場なしに終わったが、2006 FIFAワールドカップでは1試合に出場した。
1990年代はスビサレッタが君臨し、2000年代になるとカシージャスが一気に台頭したため代表での出場機会は少なかった。

## 人物
- 長男のルーカス・カニサレスもプロサッカー選手で、2021年現在は父・サンティアゴの古巣レアル・マドリード・カスティージャに所属している。

## 所属クラブ
- レアル・マドリードC 1988-1989
- レアル・マドリード・カスティージャ 1989-1990
- レアル・マドリード 1990-1992

→ エルチェCF 1990-1991 (loan)
→ CPメリダ 1991-1992 (loan)
- セルタ・デ・ビーゴ 1992-1994
- レアル・マドリード 1994-1998
- バレンシアCF 1998-2008

## 個人成績
| クラブ       | シーズン | 国内リーグ | 国内リーグ | 国内カップ | 国内カップ | 欧州カップ | 欧州カップ | その他 | その他 | 通算 | 通算 |
| クラブ       | シーズン | 出場       | 得点       | 出場       | 得点       | 出場       | 得点       | 出場   | 得点   | 出場 | 得点 |
| ------------ | -------- | ---------- | ---------- | ---------- | ---------- | ---------- | ---------- | ------ | ------ | ---- | ---- |
| RマドリードB | 1989-90  | 35         | 0          | ?          | ?          | -          | -          | -      | -      | ?    | ?    |
| RマドリードB | 通算     | 35         | 0          | ?          | ?          | 0          | 0          | 0      | 0      | ?    | ?    |
| エルチェ     | 1990-91  | 7          | 0          | ?          | ?          | -          | -          | -      | -      | ?    | ?    |
| エルチェ     | 通算     | 7          | 0          | ?          | ?          | 0          | 0          | 0      | 0      | ?    | ?    |
| メリダ       | 1991-92  | 38         | 0          | ?          | ?          | -          | -          | -      | -      | ?    | ?    |
| メリダ       | 通算     | 38         | 0          | ?          | ?          | 0          | 0          | 0      | 0      | ?    | ?    |
| セルタ       | 1992-93  | 36         | 0          | ?          | ?          | -          | -          | -      | -      | ?    | ?    |
| セルタ       | 1993-94  | 38         | 0          | ?          | ?          | -          | -          | -      | -      | ?    | ?    |
| セルタ       | 通算     | 74         | 0          | ?          | ?          | 0          | 0          | 0      | 0      | ?    | ?    |
| Rマドリード  | 1994-95  | 1          | 0          | 0          | 0          | 2          | 0          | -      | -      | 3    | 0    |
| Rマドリード  | 1995-96  | 12         | 0          | 1          | 0          | 1          | 0          | 1      | 0      | 15   | 0    |
| Rマドリード  | 1996-97  | 2          | 0          | 0          | 0          | -          | -          | -      | -      | 2    | 0    |
| Rマドリード  | 1997-98  | 26         | 0          | 0          | 0          | 6          | 0          | 2      | 0      | 34   | 0    |
| Rマドリード  | 通算     | 41         | 0          | 1          | 0          | 9          | 0          | 3      | 0      | 54   | 0    |
| バレンシア   | 1998-99  | 38         | 0          | 6          | 0          | 10         | 0          | -      | -      | 54   | 0    |
| バレンシア   | 1999-00  | 23         | 0          | 2          | 0          | 13         | 0          | 2      | 0      | 40   | 0    |
| バレンシア   | 2000-01  | 37         | 0          | 0          | 0          | 18         | 0          | -      | -      | 55   | 0    |
| バレンシア   | 2001-02  | 32         | 0          | 1          | 0          | 8          | 0          | -      | -      | 41   | 0    |
| バレンシア   | 2002-03  | 31         | 0          | 0          | 0          | 13         | 0          | 2      | 0      | 46   | 0    |
| バレンシア   | 2003-04  | 37         | 0          | 0          | 0          | 7          | 0          | -      | -      | 44   | 0    |
| バレンシア   | 2004-05  | 29         | 0          | 0          | 0          | 7          | 0          | 2      | 0      | 38   | 0    |
| バレンシア   | 2005-06  | 36         | 0          | 0          | 0          | 5          | 0          | -      | -      | 41   | 0    |
| バレンシア   | 2006-07  | 32         | 0          | 1          | 0          | 11         | 0          | -      | -      | 44   | 0    |
| バレンシア   | 2007-08  | 10         | 0          | 0          | 0          | 5          | 0          | -      | -      | 15   | 0    |
| バレンシア   | 通算     | 305        | 0          | 10         | 0          | 97         | 0          | 6      | 0      | 418  | 0    |
| 通算         | 通算     | 500        | 0          | ?          | ?          | 106        | 0          | 9      | 0      | ?    | ?    |

## 代表歴

### 出場大会
- スペイン代表
  - 1994 FIFAワールドカップ
  - 1998 FIFAワールドカップ
  - 2006 FIFAワールドカップ

### 試合数
- 国際Aマッチ 46試合 0得点（1993年-2006年）[7][8]

| スペイン代表 | 国際Aマッチ | 国際Aマッチ |
| 年           | 出場        | 得点        |
| ------------ | ----------- | ----------- |
| 1993         | 1           | 0           |
| 1994         | 5           | 0           |
| 1995         | 2           | 0           |
| 1996         | 1           | 0           |
| 1997         | 0           | 0           |
| 1998         | 5           | 0           |
| 1999         | 7           | 0           |
| 2000         | 5           | 0           |
| 2001         | 6           | 0           |
| 2002         | 4           | 0           |
| 2003         | 3           | 0           |
| 2004         | 5           | 0           |
| 2005         | 0           | 0           |
| 2006         | 2           | 0           |
| 通算         | 46          | 0           |

## タイトル

### クラブ
レアル・マドリード
- UEFAチャンピオンズリーグ (1) : 1997-98
- リーガ・エスパニョーラ (2) : 1994-95, 1996-97
- スーペルコパ・デ・エスパーニャ (1) : 1997

バレンシアCF
- UEFAインタートトカップ (1) : 1998
- コパ・デル・レイ (2) : 1998-99, 2007-08
- スーペルコパ・デ・エスパーニャ (1) : 1999
- リーガ・エスパニョーラ (2) : 2001-02, 2003-04
- UEFAカップ (1) : 2003-04
- UEFAスーパーカップ (1) : 2004

### 代表
U-16スペイン代表
- UEFA U-16欧州選手権 (1) : 1986

U-23スペイン代表
- オリンピックサッカー (1) : 1992

### 個人
- サモラ賞 (4) : 1992-93, 2000-01, 2001-02, 2003-04